# مزرعه پرورش تمساح ملاکا
مزرعه پرورش تمساح ملاکا (به انگلیسی: Melaka Crocodile Farm) (مالایی: Taman Buaya Melaka)، با عنوان رسمی پارک تمساح و تفریحی ملاکا (مالایی: Taman Buaya dan Rekreasi Melaka، که به اختصار TBRM نامیده می‌شود) یک مزرعه پرورش تمساح و باغ وحش خصوصی در شهرک آیر کروه، در ایالت ملاکا، مالزی است. این مزرعه که در ماه ژوئیه ۱۹۸۷ احداث شد، بزرگ‌ترین مزرعه پرورش تمساح در مالزی است، که مساحتی به وسعت ۳٫۵ هکتار از زمین جنگل حفاظت شده در شهرک را دربر گرفته است. اگرچه این مزرعه به‌طور عمده تمساح‌ها را به نمایش می‌گذارد، اما سایر گونه‌های خزنده همچون مار، لاک پشت، لاک‌پشت آبی و لاک پشت کوچک و گونه‌های جانوری مانند پرندگان و پستانداران را در خود جای داده است.
گیت ورودی مزرعه مانند یک قلعه کوچک ساخته شده است که توسط چند پله به داخل مزرعه منتهی می‌شود. این مکان تفریحی جذابیت متنوعی را دربردارد که مزرعه اصلی تمساح، بخش خزندگان، سرای پستانداران، راهرو ویژه بازدید پرندگان، زمین بازی آبی کودکان به مساحت ۶۰۰۰ فوت مربع، مالزی در مقیاس کوچک (نسخه کوچک از نقاط دیدنی معروف مالزی)، باغ وحش حیوانات خانگی، خانه ارواح و باغ گیاهان هستند.

## نمایش‌ها
چهار گونه نمایش:
- رقص فرهنگی
- نمایش تعاملی تمساح
- شعبده بازی
- نشان دادن نحوه تغذیه تمساح

این مزرعه در روزهای آخر هفته یا تعطیلات عمومی و مدرسه، نمایش زنده با حضور تمساح را در معرض دید بازدید کننده‌ها قرار می‌دهد.